# Портер (Миннесота)
Портер (англ. Porter) — город в округе Йеллоу-Медисин, штат Миннесота, США. На площади 5,8 км² (5,8 км² — суша, водоёмов нет), согласно переписи 2002 года, проживают 190 человек. Плотность населения составляет 32,9 чел./км².
- Телефонный код города — 507
- Почтовый индекс — 56280
- FIPS-код города — 27-52144[1]
- GNIS-идентификатор — 0649673[2]